# Saint Bernard (Filippine)
Saint Bernard è una municipalità di quarta classe delle Filippine, situata nella provincia di Leyte Meridionale, nella regione di Visayas Orientale.
Saint Bernard è formata da 30 barangay:
- Atuyan
- Ayahag
- Bantawon
- Bolodbolod
- Cabagawan
- Carnaga
- Catmon
- Guinsaugon
- Himatagon (Pob.)
- Himbangan
- Himos-onan
- Hinabian
- Hindag-an
- Kauswagan
- Libas

- Lipanto
- Magatas
- Magbagacay
- Mahayag
- Mahayahay
- Malibago
- Malinao
- Nueva Esperanza (Cabac-an)
- Panian
- San Isidro
- Santa Cruz
- Sug-angon
- Tabontabon
- Tambis I
- Tambis II